# Коридзе, Филимон Исаевич
Филимон Исаевич Коридзе (груз. ფილიმონ ქორიძე или Филимон Ясеевич Коридзе; псевдоним — Кориджио; 1829—1911) — грузинский оперный певец (бас).
В декабре 2011 года канонизирован Грузинской православной церковью в лике святых с именем праведный Филимон Певец.

## Биография
Родился в 1829 году.
Один из основоположников грузинского оперного искусства. В 1860-х годах учился в Милане (педагог Ф. Ронкони). Пел в различных городах Италии, в Южной Америке, в 1872 году — в театре «Ла Скала», в 1873 года — в Мариинском театре (Санкт-Петербург). В 1874—1881 гастролировал по Италии.
С 1881 года артист Тбилисского оперного театра. Партии: Сусанин («Иван Сусанин», Руслан «Руслан и Людмила» М. И. Глинки), Демон («Демон» Рубинштейна), Дон Базилио («Севильский цирюльник» Россини) и др.
Записывал народные и культовые напевы, руководил хором, издал 4 сборника церковных песнопений (1895—1904). Автор произведений для голоса с фортепиано, фортепианных пьес, учебника нотной грамоты (1895).
Скончался в 1911 году.

## Канонизация
В декабре 2011 года канонизирован Синодом Грузинской православной церкви в лике святых.